# Capi-Lux Alblas Prijs
De Capi-Lux Alblas Prijs voor vakfotografie was een gezaghebbende oeuvreprijs die van 1980 tot 1998 jaarlijks werd uitgereikt aan een Nederlandse fotograaf die een fundamentele bijdrage heeft geleverd aan de fotografie. De prijs werd vernoemd naar Joop Alblas, directeur van Capi-Lux Vak, die voor veel fotografen een technische vraagbaak was. De prijs werd in 1980 als de Joop Alblas Prijs ingesteld ter gelegenheid van zijn veertigjarig jubileum. Bij de prijs zat een geldbedrag van 10.000 gulden en een sculptuur van Alfio Castelli.
Bij het tienjarig bestaan van de Capi-Lux Alblas Prijs werd in 1990 ook een Capi-Lux Jubileum Prijs uitgereikt aan Ed van der Elsken (10.000 gulden en een symbool van Anne-Marie van Warmerdam).
In 2013 werden de ongeveer 600 originele afdrukken van de twintig prijswinnaars aan het Nederlands Fotomuseum in beheer gegeven.

## Winnaars
- 1980 - Boudewijn Neuteboom
- 1981 - Wim Noordhoek
- 1982 - Aart Klein
- 1983 - Peter Martens
- 1984 - Sem Presser
- 1985 - Hans Samsom / Laura Samsom-Rous
- 1986 - Peter Ruting
- 1987 - Paul de Nooijer
- 1988 - Koen Wessing
- 1989 - Jaap Drupsteen
- 1990 - Ad van Denderen
- 1991 - Ed van der Elsken
- 1992 - Teun Hocks
- 1993 - Johan van der Keuken
- 1994 - Anton Corbijn
- 1995 - Oscar van Alphen
- 1996 - Gerald van der Kaap
- 1997 - Vojta Dukát
- 1998 - Frans Lanting